# Tollareträsk
Tollareträsk är en sjö i Nacka kommun i Uppland och ingår i Norrström-Tyresåns kustområde.